# Copales, Valle de Santiago
Copales är en ort i Mexiko.   Den ligger i kommunen Valle de Santiago och delstaten Guanajuato, i den centrala delen av landet, 250 km väster om huvudstaden Mexico City. Copales ligger 1 741 meter över havet och antalet invånare är 421.
Terrängen runt Copales är kuperad söderut, men norrut är den platt. Runt Copales är det ganska tätbefolkat, med 108 invånare per kvadratkilometer. Närmaste större samhälle är Valle de Santiago, 14,6 km öster om Copales. I omgivningarna runt Copales växer huvudsakligen savannskog.